# 駿河男児ボクシングジム
駿河男児ボクシングジム（するがだんじボクシングジム）は、静岡県富士市国久保にあるボクシングジム。会長は元プロボクサー前島正晃で駿河男児は会長の現役時代のリングネームだった。

## 概要
2010年、開設。
主催興行名は「Desafio」・「ふじの国PROFESSIONAL BOXING」。年2回程、後楽園ホールにて大橋ボクシングジムと合同で「FUJI BOXINGフェニックスバトル」も開催。

## 主な選手

### 主な現役選手
- 村地翼[4]（前WBOアジアパシフィックスーパーフライ級王者、日本・OPBFスーパーフライ級ランカー）
- 木村蓮太朗（日本フェザー級ランカー、全日本選手権優勝経験者）
- 木村天汰郎（2019年度中日本バンタム級新人王）
- 湯川成美（日本・OPBFライト級ランカー）

### 引退した主な選手
- 市川大樹（元OPBF東洋太平洋ライト級ランカー）